# Orchestra Filarmonica dell'Università Nazionale Autonoma del Messico
L'Orchestra Filarmonica dell’Università Nazionale Autonoma del Messico (OFUNAM) è un’orchestra con sede a Città del Messico. Tiene i suoi concerti nella Sala Nezahualcóyotl, all’interno della città universitaria dell'Università nazionale autonoma del Messico (UNAM).

## Storia
Ufficialmente fondata nel 1936 con l'approvazione ufficiale del governo di Lázaro Cárdenas del Río da una precedente orchestra formata nel 1929 da un gruppo di studenti e professori della Facoltà di Musica. Inizialmente aveva il nome di Orquesta Sinfónica de la Universidad (Orchestra Sinfonica dell'Università), con sede presso l'Anfiteatro Simón Bolívar.
Nel 1966 l'orchestra si trasferì nell'Auditorio Justo Sierra, presso la Facoltà di Lettere e Filosofia. Il cambio di nome coincise con la nomina del nuovo Direttore Artistico, Eduardo Mata. Nel 1976 l'orchestra si trasferì nella sua sede attuale, la Sala Nezahualcóyotl.

## Attività
L’OFUNAM è la più antica orchestra sinfonica di Città del Messico ed è stata la prima orchestra in Messico a presentare stagioni concertistiche annuali. Tradizionalmente l'orchestra presenta ogni anno un programma di musica sinfonica messicana. Ha commissionato e presentato in prima assoluta opere di diversi compositori messicani e ha effettuato due tournée internazionali: in Italia nel 2014 e nel Regno Unito nel 2015.

## Direttori Musicali
- 1936 - 1966: José Francisco Vásquez e José Rocabruna
- 1966 - 1975: Eduardo Mata
- 1975 - 1981: Héctor Quintanar
- 1981 - 1984: Enrique Diemecke e Eduardo Diazmuñoz (direttori associati)
- 1985 - 1989: Jorge Velazco
- 1989 - 1993: Jesús Medina
- 1994 - 2002: Ronald Zollman
- 2002 - 2006: Zuohuang Chen
- 2007 - 2011: Alun Francis (assistente: Rodrigo Macias)
- 2011 - 2017: Jan Latham-Koenig
- 2017 - 2022: Massimo Quarta
- 2023 Sylvain Gasançon